# Фосалто
Фосалто (итал. Fossalto) је насеље у Италији у округу Кампобасо, региону Молизе.
Према процени из 2011. у насељу је живело 419 становника. Насеље се налази на надморској висини од 501 м.

## Становништво
| 1936. | 1951. | 1961. | 1971. | 1981. | 1991. | 2001. | 2011. |
| ----- | ----- | ----- | ----- | ----- | ----- | ----- | ----- |
| 3.140 | 3.315 | 2.712 | 2.207 | 1.899 | 1.707 | 1.619 | 1.480 |